# Arne Andersen
Arne Andersen (Copenhague, 2 de febrero de 1944) fue un jugador de balonmano danés. Fue un componente de la Selección de balonmano de Dinamarca.
Con la selección logró la medalla de plata  en el Campeonato Mundial de Balonmano Masculino de 1967, la primera en la historia del balonmano danés. Además, participó en los Juegos Olímpicos de Múnich 1972. Jugó en el club danés del HC Efterslægten.

## Clubes
- HC Efterslægten